# Luis Calvo Rengel
Luis Calvo Rengel (Salamanca, 7 de marzo de 1931-Salamanca, 16 de junio de 2021) fue un mecánico industrial y político del Partido Socialista Obrero Español que ejerció como vicepresidente segundo de la Diputación de Salamanca entre 1983 y 1987. A pesar de sus muchos logros políticos, Luis Calvo Rengel fue conocido por el secuestro que en 1987 sufrió en Aldeadávila de la Ribera cuando se acercó al municipio para mostrar su apoyo en contra del proyecto IPES. Este secuestro forma parte de los Sucesos de Aldeadávila y fue adaptado por Daniel H. Barreña en su novela IPES.

## Biografía
Luis Calvo Rengel era hijo de un ama de casa vilvestrina y de un chófer y mecánico de La Peña. El 22 de julio de 1936 su padre fue detenido por el bando sublevado por su afiliación al partido socialista y por formar parte del comité creado en la ciudad para hacer frente a la sublevación militar. Luis Calvo lo visitó varias veces en la cárcel antes de que se lo fusilara en octubre de 1937.
Ingresó en la Escuela de Magisterio de Salamanca, pero en 1945 abandonó sus estudios para entrar a trabajar como aprendiz de mecánico en la fábrica de abonos de Mirat, donde ascendió profesionalmente hasta el puesto de oficial de segunda. Después de un periodo de tiempo en Francia regresó a Salamanca para trabajar como contramaestre en la nueva fábrica de abonos complejos NPK granulados de Mirat.
En 1967 entró en el partido socialista, entonces organización clandestina, y fue elegido como secretario general provincial de UGT en 1972 y también como secretario sindical del PSOE. Ha sido elegido concejal del ayuntamiento de Salamanca en cuatro ocasiones, en 1979, 1983, 1987 y 1991 y concejal de San Pedro de Rozados en 1995. También ha formado parte de la Diputación Provincial de Salamanca durante 20 años (1979-1999), llegando a desempeñar el cargo de vicepresidente segundo entre 1983 y 1987, bajo la presidencia de Juan José Melero Marcos. Durante los cuatro años que ejerció de vicepresidente centró sus esfuerzos en la compra de varios vehículos de bomberos para que los municipios más alejados de la capital pudieran tener recursos con que hacer frente a los incendios. También ayudó a la mejora en las comunicaciones dentro de la provincia y al alumbrado y saneamiento de aguas de numerosos municipios.
Los últimos años los ha dedicado a la lucha por la memoria histórica en la provincia de Salamanca. En 2019 fue elegido presidente de honor de la Asociación Salamanca Memoria y Justicia. El 16 de junio de 2021 falleció por causas naturales.

## Activismo antinuclear y secuestro en Aldeadávila
Luis Calvo Rengel siempre se ha definido como un convencido antinuclear. En 1985 se opuso públicamente a la fábrica de combustible nuclear de Juzbado y dos años después volvió a oponerse abiertamente al proyecto IPES, un laboratorio experimental que el gobierno quería instalar en el municipio salmantino de Aldeadávila de la Ribera.
El 2 de abril de 1987 Luis Calvo se desplazó a Villarino y Aldeadávila para entregar a su respectivos alcaldes las actas de la última votación de la Diputación Provincial. Con ella, por unanimidad, se apoyaba públicamente el rechazo del proyecto IPES, en contra del cual más tarde se opondrían también otras instituciones de peso como la Universidad de Salamanca. Luis Calvo se acercó por la noche a Villarino y allí le entregó al alcalde en su propia casa las actas, pero cuando se acercó a Aldeadávila se encontró con una dura oposición de la población, que no le dejó salir del ayuntamiento del municipio hasta que no fue liberado por la policía treinta horas después.
Durante todo el tiempo que duró el secuestro Luis Calvo sintió que estaba formando parte de la lucha en contra del proyecto y no fue hasta que empezó a temer por su vida cuando se planteó escapar. Su secuestro es uno de los pocos ejemplos de secuestro popular ocurridos en España y es el evento más importante dentro de los Sucesos de Aldeadávila. Nunca dijo nada en contra de sus secuestradores y la causa que se abrió tuvo que cerrarse sin condenas.

## En la ficción
Luis Calvo Rengel aparece en el libro Escrito en Capilla, del escritor y abogado Daniel Sánchez Gutiérrez, que lo representa como un niño de 6 años que visita a su padre a la cárcel antes de que este sea fusilado. También aparece en IPES, del geólogo Daniel H. Barreña, como uno de los personajes centrales, el único que mantiene su nombre real.